# Albatros L 65
Albatros L 65 là một loại Máy bay tiêm kích/trinh sát hai tầng cánh của Đức.

## Tính năng kỹ chiến thuật (L 65)
Đặc điểm tổng quát
- Kíp lái: 2
- Chiều dài: 7,58 m (24 ft 10 in)
- Sải cánh: 12,40 m (40 ft 8 in)
- Chiều cao: 3,38 m (11 ft 1 in)
- Diện tích cánh: 27,8 m2 (299 ft2)
- Trọng lượng rỗng: 1.260 kg (2.780 lb)
- Trọng lượng có tải: 1.840 kg (4.060 lb)
- Powerplant: 1 × Napier Lion XI, 420 kW (565 hp)

Hiệu suất bay
- Vận tốc cực đại: 240 km/h (150 mph)
- Tầm bay: 600 km (370 dặm)
- Trần bay: 6.200 m (20.400 ft)
- Vận tốc lên cao: 5,9 m/s (1.160 ft/phút)

Vũ khí trang bị
- 2 × súng máy 7,92 mm (.312 in)